# József Keresztessy
József Keresztessy (Budapest, 19 settembre 1885 – Toronto, 29 dicembre 1962) è stato un ginnasta ungherese.

## Palmarès

### Olimpiadi
- 1 medaglia:
  - 1 argento (Stoccolma 1912 nel concorso a squadre)